# Caledon, Sydafrika

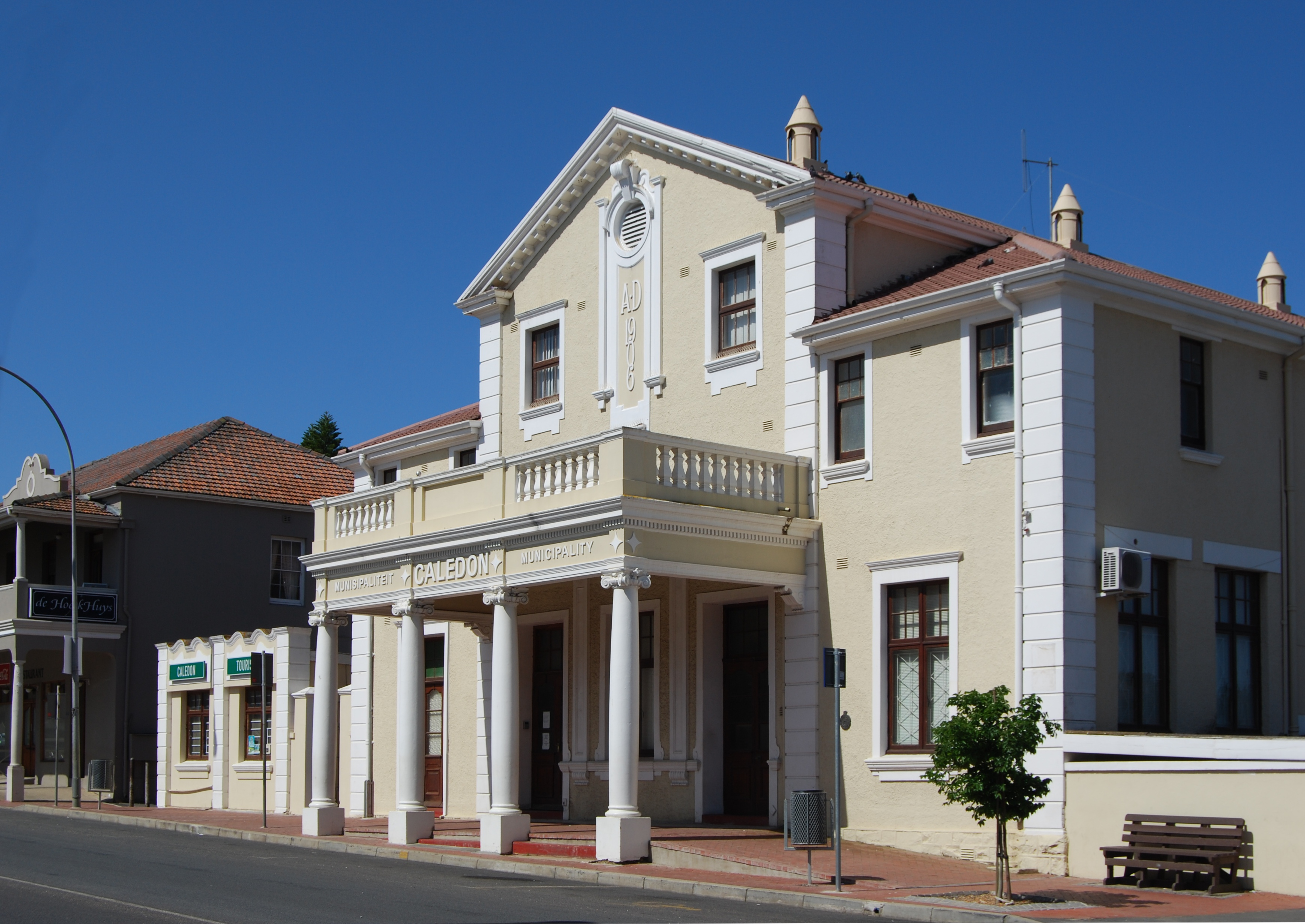
Stadshuset i Caledon.

Caledon är en ort i Västra Kapprovinsen i Sydafrika, omkring 125 km ostsydost om Kapstaden och 72 km nordväst om Bredasdorp. Folkmängden uppgick till 13 020 invånare vid folkräkningen 2011, varav en övervägande majoritet (85 procent) har afrikaans som modersmål. Caledon grundades 1811 och har fått sitt namn efter Du Pre Alexander, 2:e earl av Caledon, Kapprovinsens första brittiska guvernör (1806–1811).
Författarna Peter Dreyer (f. 1939) och Marlene van Niekerk (f. 1954) är födda i Caledon.